# Porte de Vinzelle
Porte de Vinzelle – średniowieczna brama znajdująca się w Conques w departamencie Aveyron we Francji. 
Brama została zbudowana pod koniec XII wieku stanowiąc wejście do miejscowości Conques od strony zachodniej. Stąd droga prowadziła do osady La Vinzelle, a dalej doliną rzeki Lot w kierunku Figeac i Cahors. Obecnie brama jest nieznacznie uszkodzonym łukiem, który stanowi pozostałość po systemie obronnym miejscowości.